# Flubber (película)
Flubber (Flubber, el invento del siglo en Hispanoamérica, y Flubber y el profesor chiflado en España) es una película estadounidense de 1997, producida por Walt Disney Pictures, dirigida por Les Mayfield y protagonizada por Robin Williams. Se trata de un remake de la película Un sabio en las nubes (1961).

## Argumento
El profesor Philip Brainard (Robin Williams), de Medfield College, está desarrollando una nueva fuente de energía en un intento de recaudar el dinero suficiente para salvar a la universidad del cierre. Su preocupación por su investigación lo distrae de su novia y de la presidenta de la universidad, Sara Jean Reynolds (Marcia Gay Harden); se ha perdido dos bodas en el pasado como resultado de esto, para la ira de Sara. El día del tercer intento de boda, Philip se le acercó a su excompañero Wilson Croft (Christopher McDonald), quien se ha beneficiado de las ideas que ha robado del químico y ahora desea robarle a Sara a Philip y convertirla en su esposa. Declara directamente a Philip, aunque Philip lo toma como una broma. Antes de que pueda asistir a la boda, su último experimento muestra un rápido desarrollo, lo que lo obliga a perderse otra boda. La sustancia resultante creada a partir del experimento es un goo verde vivo que aumenta en velocidad a medida que rebota y resulta ser difícil de controlar, causando estragos en el vecindario antes de que el profesor finalmente logre capturarlo. Weebo (con la voz de Jodi Benson), asistente de robot flotante de Philip, clasifica la sustancia como "goma voladora", lo que lleva a Philip a bautizarla como "Flubber".
Philip continúa trabajando en Flubber hasta la madrugada, buscando estabilizar el movimiento de Flubber en lugar de la estimulación. La alarma del reloj de Philip se activa a las 6 a. m. (mal programada) y Weebo le informa que se ha perdido la tercera boda. Philip va a la oficina de Sara e intenta explicarle la situación sin éxito. Mientras tanto, el patrocinador de Medfield College, Chester Hoenicker (Raymond J. Barry) está decepcionado de que Philip le haya fallado a su hijo Bennett (Wil Wheaton) en la clase de química. Esa noche, Hoenicker envía a sus guardias de seguridad Smith (Clancy Brown) y Wesson (Ted Levine) a la casa de Philip en un intento de persuadir a Philip de que le dé a Bennett una mejor calificación. Sin embargo, Philip está demasiado ocupado probando el Flubber como para notárselo y, de repente, lo deja inconsciente con una pelota de golf y una bolera recubiertas de Flubber. Él usa Flubber para dar su antiguo vuelo del Ford Thunderbird. Durante una prueba, descubre que Wilson hace los movimientos con Sara (apostando a que ella le invitará a cenar si gana Medfield, o se unirá a él durante un fin de semana en las montañas si pierden). Después, Weebo intenta confesar su amor por Philip, pero luego se encogió de hombros como una computadora. En respuesta, ella crea en secreto una versión holográfica humana de sí misma llamada Sylvia (Leslie Stefanson) con la esperanza de ganárselo. Antes de que Weebo pueda besar a Philip de esta forma mientras duerme, Philip se despierta con otra idea para Flubber. Entra en una cancha de baloncesto vacía y prueba los efectos de Flubber en una pelota de baloncesto y sus zapatos. Más tarde, le da zapatos acolchados Flubber al equipo de baloncesto de Medfield no cualificado para aumentar sus habilidades y derrotar a su equipo contrario, Rutland.
De vuelta en la casa de Philip, buscando divertirse, Weebo libera a Flubber de su estuche, permitiéndole bailar por la casa y causar un caos general. Después del cerrado pero exitoso juego de baloncesto, el intento de Philip de volver a ganar a Sara a su favor fracasa. Al regresar a casa, Philip deja todo su equipaje emocional en Weebo, diciendo que su falta de mentalidad se debe a su amor por Sara. Weebo registra las divagaciones de Philip y muestra las imágenes a Sara, quien luego se reconcilia con Philip. Philip demuestra las habilidades de Flubber a Sara y discuten cómo se puede usar para obtener ganancias. Sin embargo, Hoenicker descubre la existencia de Flubber y, después de no haber logrado convencer a Philip y Sara de que se la vendan, envía a Smith y Wesson a infiltrarse en la casa de Philip y robar a Flubber. Weebo intenta defenderse de los secuaces, solo para ser derribado por Wesson con un bate de béisbol. Philip y Sara regresan a casa y encuentran a Weber (el robot de la casa de Philip) limpiando, Flubber se fue y Weebo fue destruido. Más tarde, Philip descubre que Weebo había descargado datos de copia de seguridad de sí misma en su computadora en caso de su destrucción, así como una grabación de video del holograma de Weebo que profesaba su amor por él.
Philip y Sara se enfrentan a Hoenicker y tratan de salvar a Flubber, bajo el pretexto de aceptar la oferta de Hoenicker. Mientras están allí, descubren que Wilson está aliado con el millonario. Philip y Sara luego revelan su treta y desatan a Flubber, comenzando una batalla entre ellos y los villanos. Al final, Philip y Sara derrotan a Wilson, Bennett, Hoenicker y sus secuaces, recuperan a Flubber, recaudan el dinero suficiente para salvar la universidad y finalmente tienen su boda, junto con Flubber y un nuevo robot similar a Weebo, llamada Weebette. La película termina con la familia rumbo a Hawái en el Thunderbird a 30,000 pies en el aire.

## Datos y Cifras
Flubber recaudó $ 92,977,226 en los Estados Unidos y un total de $85 millones en el resto del mundo, acumulando un total de $177,977,226.

## Reparto
- Robin Williams - Profesor Philip Brainard
- Marcia Gay Harden - Doctor Sara Jean Reynolds
- Jodi Benson - Voz de Weebo
- Scott Martin Gershin - Voz de Flubber
- Christopher McDonald - Wilson Croft
- Edie McClurg - Martha George
- Leslie Stefanson - Sylvia (Holograma de Weebo)
- Julie Morrison - Voz de Weebette
- Ted Levine - Wesson
- Clancy Brown - Smith
- Raymond J. Barry - Chester Hoenicker
- Wil Wheaton - Bennett Hoenicker

## Crítica
A pesar de su éxito, la película recibió críticas negativas en gran parte. La película tiene un índice de aprobación del 23 % en Rotten Tomatoes basado en 31 opiniones. Metacritic le da a la película una calificación de 37 %. La película fue sometida a una nominación al Oscar a los mejores efectos visuales, pero no consiguió nominado.